# 八木たかお
八木 たかお（やぎ たかお、本名：八木 孝夫〈読み同じ〉、1972年〈昭和47年〉10月28日 - ）は、日本の放送作家、およびラジオパーソナリティ。
オフィス・トゥー・ワンに所属している。

## 略歴
兵庫県神戸市出身。追手門学院大学卒業。放送作家になる以前は、お笑いコンビ「かきあげ丼」として活動していて（当時の相方は、現：エルシャラカーニのセイワ太一）、「ザ・ニュース」という事務所に所属していた（当時はポアロなども同事務所に所属）。
かきあげ丼解散後、2001年（平成13年）にかつしかFMにて『八木たかおと田中勝己のザ・ニュータイプナイト』を開始。また、放送作家としても活動するようになる。
『ザ・ニュータイプナイト』については、放送局の変更などを挟みながらも2020年（令和2年）時点も『八木たかおのザ・ニュータイプナイト』として継続している。また、同番組内で2度ほど音楽ユニットを結成し、CDを作成している。1度目は田中勝己とのユニット「ダロウズ」、2度目はHAND MADE SQUARE・ツネとのユニット「ギリギリアウト」。
以前はポアロの伊福部崇と「大喜利茶会（夜会）」というイベントを共に主催しており、2010年（平成22年）7月19日に日本青年館で行われた「大喜利実力判定考査2010」でも決勝シード選手として出場した。
構成作家としては『ズームイン!!SUPER』など情報番組を得意としているが、2009年（平成21年）ごろからは『ラジオ トータル・イクリプス』など、アニラジを担当することも多い。
2019年（令和元年）5月2日、前日の5月1日に入籍したことを報告した。

## エピソード
愛酒家であり、「大喜利実力判定考査2010」においては缶ビールを持った状態で日本青年館に登場。入場しながらビールを飲み干し、ステージ上で缶を潰すパフォーマンスを敢行している。
競馬を趣味としており、サラブレモバイルにコラム「馬迷男の挑戦」を連載している。

## 担当番組

### パーソナリティ
- 八木たかおのザ・ニュータイプナイト（A-CAS（足立区民放送ニコ生送信所）　2005年3月3日 - ）[2]
- 八木たかおの荒野のコナイパー（君のぞらじお 公式サイト　2010年5月14日 - 2011年12月30日）
  - たかおのひとりオルタ - 「コナイパー」内でマブラヴ、マブラヴ オルタネイティヴのプレイを薦められたため、プレイしていることの証明として始めた配信。

### 構成
※ 過去に担当していた番組、すでに終了した番組を含む。
※ 現在担当している（担当を予定している）番組は「八木たかおのニュータイプナイト」で本人の口から発表される。
- 荒川強啓 デイ・キャッチ!
- ZIP!
- Super a-hour→DIVE II Station
  - ラジオ トータル・イクリプス
  - ayamiのもう一通いってみよう！(進行役として出演も行う)
  - DIVE II you
- ChaosTCG おれよめラジオ
- センパツ!
- 悩み解決! あなたのための身近な法律相談所
- 太田光の私が総理大臣になったら…秘書田中。
- 大竹まこと ゴールデンラジオ!
- 浜松町一丁目文化食堂
- ジパングあさ6
- ズームイン!!SUPER
- あさ天サタデー
- サキヨミ
- アナ☆パラ
- 特命リサーチ200X
- 絶品!地球まるかじり
- 大前研一のガラガラにっぽん
- あべこうじのポッドキャスト番長
- ゲーマーズパラダイス 留美とまりなのノックは無用
- 懸賞伝説ガールズパーティー
- 若林健治のスポーツタイプ
- ミューミューランチBOX
- いってらっしゃ〜い!
- 夜刊ラジオな時間
- オトナの情報マガジン
- 立川こしらのガッテン!こしらじお
- 東京わがままモーニング
- 出没!アド街ック天国
- DJ日本史
- 音mart presents 声優バラエティ ベッドの上からお届けします！
- WHITE ALBUM2同好会ラジオ
- ラジオもSS！慧心学園ロウきゅー部！
- 鷲崎健のヨルナイト×ヨルナイト（火曜日担当）
- 鷲崎健のアコギFUN!クラブ
- ガールズジョッキー ラジオステークス

他
他にも単発でニコニコ生放送（主にアニメ・声優関係）を多数担当している。

## ディスコグラフィ
すべてシングル。

### ダロウズ
- 初期設定
- 競馬ブルース〜インストール〜
- Syntax Error

### ギリギリアウト
- 真夜中に目を覚ませ
- お前の歌なんて歌わねえ